# 郡司敏良
郡司 敏良（ぐんじ としよし）は、戦国時代から安土桃山時代にかけての武将。田村氏の家臣。

## 略歴
陸奥国の田村氏に仕えた重臣で、主君・田村清顕の娘・愛姫が伊達政宗の正室として嫁いだ際、自らの娘が愛姫の侍女として付き従うなど重用された。
清顕の死後、田村家でお家騒動が起こると（天正田村騒動）、田村一族の長老である田村顕盛と共に相馬義胤方に与し、伊達政宗に与した田村顕頼と対立した。しかし伊達軍の攻撃を受けて、天正17年（1589年）に下枝城の戦いで戦死した。